# 卡米纳蒂宫
卡米纳蒂宫（"Palazzo Carminati"）是意大利米兰的一座宫殿，位于该市的中心广场主教座堂广场（Piazza del Duomo）的西侧, 面向米兰主教座堂。这座宫殿以著名的卡米纳蒂咖啡厅命名。它建于1860年代后期，是一家著名的米兰白银制造商詹姆斯·切萨蒂的私人住宅。
在20世纪，这座宫殿成为米兰的地标（也是该市经济增长的象征），因为其立面上的大型霓虹灯广告牌，其整体视觉效果堪比纽约的百老汇和时报广场，或 伦敦的皮卡迪利圆环。广告牌最早出现在1920年代的宫殿立面上，但在1960年代和1970年代特别丰富多彩。宫殿的立面不仅为米兰人所熟知，还通过许多电影和电视节目出现，使意大利的每个人对其都很熟悉，其中包括西那利口酒广告。
最终在1999年，由于一场旨在提高广场“尊严”的运动，米兰市长加布里埃勒·阿尔贝蒂尼（Gabriele Albertini）除去了该建筑上的广告牌，尽管此决定此后经常受到批评。